# Nacala
Nacala – miasto portowe w północnym Mozambiku, nad Oceanem Indyjskim, położone 100 km na północ od wyspy Mozambik. Około 234 tys. mieszkańców. W mieście znajduje się również port lotniczy Nacala.